# ایوان (تاجیکستان)
ایوان (تاجیکستان) (به لاتین: Evon) یک منطقهٔ مسکونی در تاجیکستان است که در ولایت سغد واقع شده‌است.